# 제52회 NHK 홍백가합전
《제52회 NHK 홍백가합전》(일본어: 第52回NHK紅白歌合戦 다이고쥬니카이에누에이치케이코하쿠우타갓센[*])는 2001년 12월 31일에 방송된 통산 52회째인 NHK 홍백가합전이다.

## 소개
45년만에 아나운서만으로 진행했던 홍백가합전이었다.

## 사회자
- 종합사회 - 미야케 타미오 아나운서
- 홍조(紅組) - 우도 유미코 아나운서
- 백조(白組) - 아베 와타루 아나운서
- 심사원 리포터 - 젠바 타카코 아나운서
- 라디오 중계 - 오노 후미에, 타카이치 요시아키 아나운서

## 심사원
- 토치아즈마 다이스케 : 2001년 규슈혼바쇼에서 좋은 성적을 얻어서 오오제키로 승급.
- 카와하라 아야코 : 2001년 NHK 대하드라마 『호조 도키무네』에서 코노에 사이시 역.
- 무로후시 고지 : 2001년 세계 육상 선수권 대회 남자 해머던지기 은메달리스트.
- 다케다 쓰네카즈 : 2001년 일본 올림픽 위원회 회장 취임.
- 마츠오카 유코 : 2001년 화제의 소설 『해리 포터』시리즈를 일본어로 번역.
- 카라사와 토시아키 : 2002년에 방영할 NHK 대하드라마 『도시이에와 마쓰~가가 백만석 이야기~』 주인공 마에다 도시이에 역.
- 타이라 토미 : 2001년 상반기 연속 TV 소설 『츄라상』에서 코하쿠라 하나 역.
- 아마미 유키 : 『도시이에와 마쓰~가가 백만석 이야기~』에서 하루 역.
- 후지타 요시나가 : 소설 『愛の領分』으로 제 125회 나오키상 수상.
- 모리시타 요코 : 2001년 마츠야마 발레단 단장으로 취임.

## 출장가수
진한 글씨는 그 해 첫 출장을 나타냄.

괄호 안의 숫자는 출장횟수를 나타냄.

### 1부
- 아카구미(紅組) :
  - 마츠우라 아야 (1) 〈LOVE涙色〉
  - ZONE (1) 〈secret base～君がくれたもの～〉
  - 하라다 유리 (3) 〈三年ぶりの人だから〉
  - MAX (5) 〈Feel so right〉
  - 후지 아야코 (10) 〈ふたりの絆〉
  - 야시로 아키 (23) 〈これからがある〉
  - Every Little Thing (5) 〈fragile〉
  - 나카무라 미츠코 (9) 〈港町情話〉
  - 코자이 카오리 (10) 〈楽しい人が好き〉
  - 모닝구무스메 (4) 〈Mr.Moonlight～愛こそがザ☆ピ～ス!～〉
  - 나가야마 요코 (8) 〈遠野物語〉
  - 고다이 나츠코 (3) 〈九十九坂〉
  - 코야나기 유키 (2) 〈remain～心の鍵〉
- 시로구미(白組) :
  - 에나리 카즈키 (1) 〈おいらに惚れちゃ怪我するぜ!〉
  - DA PUMP (4) 〈CORAZON〉
  - 야마카와 유타카 (9) 〈泣かないで〉
  - 카와무라 류이치 (2) 〈ジュリア〉
  - 야마모토 조지 (10) 〈しあわせの青い鳥〉
  - 토바 이치로 (14) 〈志摩半島〉
  - TOKIO (8) 〈メッセージ〉
  - 마에카와 키요시 (11) 〈大阪〉
  - 호소카와 타카시 (27) 〈北の五番町〉
  - 요시 이쿠조 (16) 〈出逢いの唄〉
  - 사이죠 히데키 (18) 〈Jasmine〉
  - 후세 아키라 (18) 〈ア・カペラ〉
  - 가야마 유조 (16) 〈旅人よ〉

### 2부
- 아카구미(紅組) :
  - 하마사키 아유미 (3) 〈Dearest〉
  - 고바야시 사치코 (23) 〈夢の涯て～子午線の夢～〉
  - Kiroro (3) 〈Best Friend〉
  - 시마즈 아야 (1) 〈感謝状～母へのメッセージ～〉
  - 아무로 나미에 (7) 〈Say the word〉
  - 마츠다 세이코 (15) 〈瑠璃色の地球2001〉
  - 사카모토 후유미 (14) 〈凛として〉
  - 유키 사오리·야스다 사치코 (10) 〈花～すべての人の心に花を～〉
  -  김연자 (3) 〈イムジン河〉
  - 모리 마사코 (14) 〈せんせい、哀しみ本線日本海、越冬つばめ〉
  - 이시카와 사유리 (24) 〈涙つづり〉
  - 가와나카 미유키 (14) 〈大河の流れ〉
  - 덴도 요시미 (6) 〈道頓堀人情〉
  - 와다 아키코 (25) 〈夢〉

- 시로구미(白組) :
  - 고스페라즈 (1) 〈ひとり〉
  - GACKT (1) 〈ANOTHER WORLD〉
  - 우루후루즈 (2)·Re:Japan (1) 〈明日があるさ新世紀スペシャル〉
  - 히카와 키요시 (2) 〈大井追っかけ音次郎〉
  - 고 히로미 (22) 〈この世界のどこかに〉
  - 더 드리프터즈 (1) 〈ドリフのほんとにほんとにご苦労さんスペシャル〉
  - 모리 신이치 (34) 〈それは恋〉
  - CHEMISTRY (1) 〈You Go Your Way〉
  - 타니무라 신지 (14) 〈陽はまた昇る〉
  - 미카와 켄이치 (18) 〈恋女〉
  - 호리우치 타카오 (13) 〈酒と泪と男と女〉
  - 사다 마사시 (13) 〈きみを忘れない～タイムカプセル～〉
  - 이츠키 히로시 (31) 〈逢いたかったぜ〉
  - 키타지마 사부로 (38) 〈山〉